# Earthshaker (album)
Earthshaker è il terzo album in studio dei Y&T, uscito nel 1981 per l'Etichetta discografica A&M Records.

## Tracce
1. Hungry for Rock (Alves, Haze, Kennemore, Meniketti, Shulman, Sieff) 3:47
2. Dirty Girl (Alves, Haze, Kennemore, Meniketti, Shulman, Sieff) 5:06
3. Shake It Loose (Alves, Haze, Kennemore, Meniketti, Shulman, Sieff) 2:55
4. Squeeze (Alves, Haze, Kennemore, Meniketti, Sieff) 4:04
5. Rescue Me (Alves, Haze, Kennemore, Meniketti, Shulman, Sieff) 4:44
6. Young and Tough (Alves, Haze, Kennemore, Meniketti, Shulman, Sieff) 3:47
7. Hurricane (Alves, Haze, Kennemore, Meniketti, Shulman, Sieff) 3:23
8. Let Me Go (Alves, Haze, Kennemore, Meniketti, Shulman, Sieff) 3:12
9. Knock You Out (Alves, Haze, Kennemore, Meniketti, Sieff) 2:59
10. I Believe in You (Alves, Haze, Kennemore, Meniketti, Shulman, Sieff) 7:13

## Formazione
- Dave Meniketti - voce, chitarra
- Joey Alves - chitarra, cori
- Phil Kennemore - basso, cori
- Leonard Haze - batteria, cori